# ليبا
ليبا (بالإنجليزية: City of Lipa )‏ هي مدينة في الفلبين، ومدينة كبيرة، تقع في باتانغاس، بلغ عدد سكانها 332,386  نسمة وذلك حسب إحصائيات سنة 2015، تبلغ مساحتها 209.40 كيلومتر مربع، رمزها البريدي هو 4217، و4218.

## الموقع
تشترك في الحدود مع:
- San Jose, Batangas [الإنجليزية]‏
- San Antonio, Quezon [الإنجليزية]‏
- Ibaan [الإنجليزية]‏
- Cuenca, Batangas [الإنجليزية]‏
- Tiaong [الإنجليزية]‏.

## مدن توأم
المدن التوأم:
- فريمونت، كاليفورنيا.

## التقسيمات الإدارية
- Bulacnin, Lipa [الإنجليزية]‏.

## أعلام
- أريس ديموناهان
- جوزيه س. مندوزا
- فرنسيس رييس
- ليتو مايو